# 尚芾
尚芾（1546年—？），字章甫，河南汝寧府信陽州羅山縣人，民籍，明朝政治人物。

## 生平
嘉靖四十三年（1564年）甲子科河南鄉試第四名舉人，隆慶二年（1568年）中式戊辰科會試第一百五十四名，三甲第一百二十五名進士。

## 家族
曾祖尚培之；祖父尚化，贈監察御史；父尚維持，陕西按察司提學副使。前母潘氏（贈孺人）；母王氏（封孺人）。具慶下。兄尚薦，弟尚苘、尚藇。